# 三稜龍目
三稜龍目（Trilophosauria）是一群雙孔類爬行動物，生存在三疊紀，外表類似蜥蜴，跟主龍類有接近親緣關係。最著名的屬是三稜龍，植食性，身長可達2.5公尺，頭骨短而重，大多数种类具有独特的牙齿形态：小而宽扁，齿冠左，中，右有三个差不多等距的突起，表面銳利，可切斷堅硬的植物。前上頜骨與下頜前部缺乏牙齒，牠們生前可能有角質覆蓋的喙狀嘴。

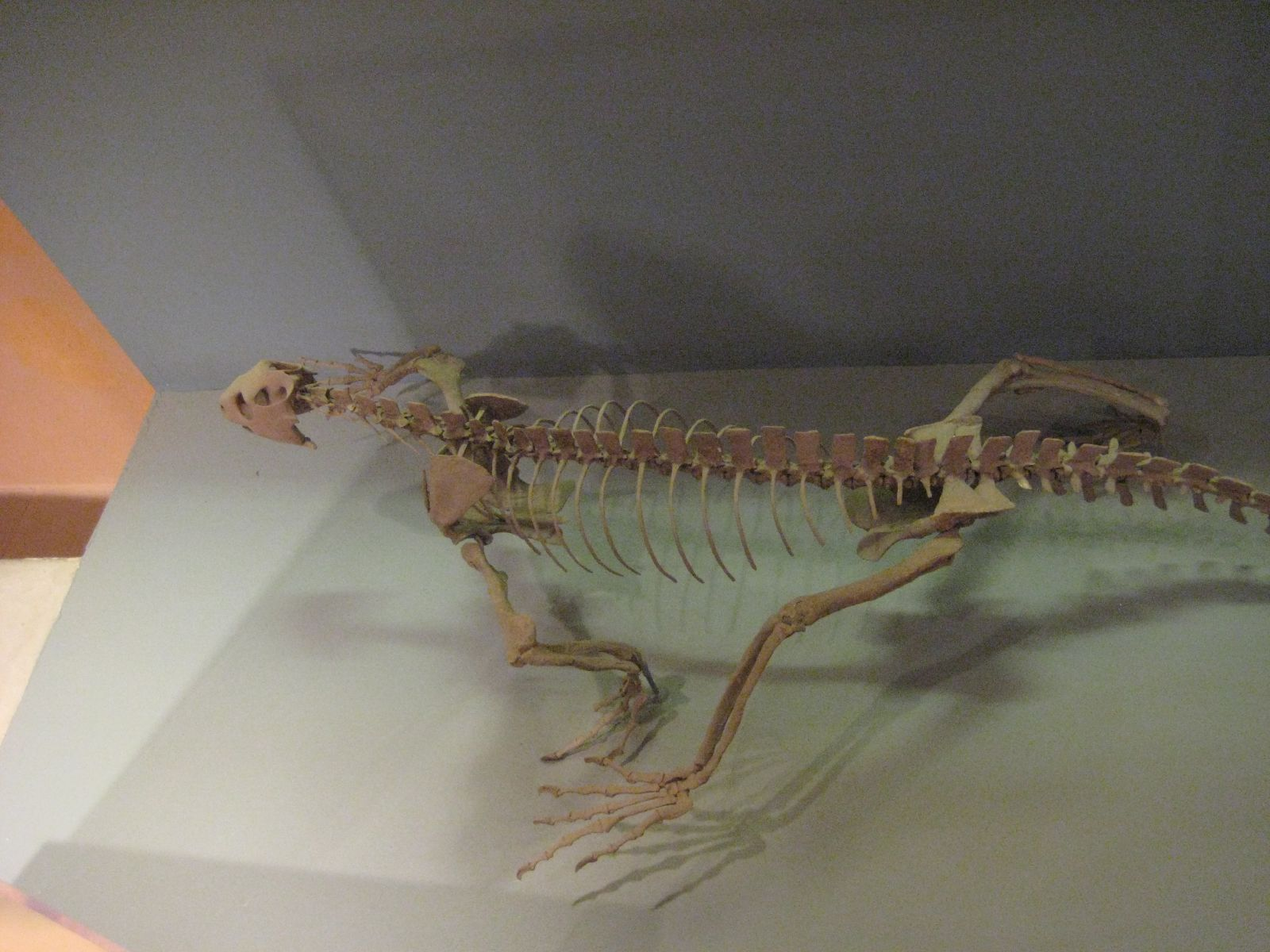
三稜龍的骨架模型

据推测三稜龍類可能具有树栖生态位，其支持树栖生态位的证据有细长的足趾和大幅弯曲的爪子。
三稜龍類頭骨也很不尋常，因為牠們的下顳顬孔消失了，使牠們看起來像是闊孔類的頭骨，所以三稜龍類最初跟楯齒龍目、鰭龍超目一起被歸類於闊孔亞綱。在1988年，Robert L. Carroll提出下顳顬孔消失是為了使頭骨強化。
到目前為止，三稜龍類的化石發現於北美與歐洲的三疊紀地層。

## 外部連結
- Archosauromorpha: Rhynchosaurs and Trilophosaurus at Palaeos